# 서산 동문동성당 상홍리공소
서산 동문동성당 상홍리공소는 대한민국 충청남도 서산시 음암면에 있는 일제강점기의 성당이다. 2007년 7월 3일 대한민국의 국가등록문화재 제338호로 지정되었다.

## 개요
1919년에 신축된 건물. 서양의 종교공간에 한옥의 구법을 활용한 귀중한 자료이다.
천주교 박해기부터 서산 지역의 주요 교우촌 가운데 하나였던 서산 동문동성당 상홍리 공소[가재 공소]는 1920년부터 1937년까지 ‘서산성당’으로 역할하였다. 현재의 공소 건물은 본래 성당으로 사용하기 위해 건축된 것이다.
1886년(고종 23) 병인박해를 피해 용인에서 서산시 음암면 상홍리로 이주하였던 일족의 증언에 따르면, 당시 상홍리는 교우촌이었고 피신한 교인들을 도와줄 수 있다는 소문이 회자되었다고 한다. 박해기부터 시작된 교우촌에는 1886년경 100명이 넘는 교우들이 있었다. 이러한 교세 성장을 바탕으로 신부 폴리(Polly)[심응영(沈應榮), 1884~1950]는 1919년 성당 이전을 위해 새 성당을 신축하고, 1920년 4월 30일 서산시 팔봉면 금학리에 있던 서산성당을 음암면 상홍리로 이전한다.
이로써 서산시 음암면 상홍리의 서산성당은 1937년 동문동으로 이전될 때까지 서산 지역 천주교의 중심이 되었다. 성당이 서산시 동문동으로 이전된 이후로 서산시 음암면 상홍리 건물은 다시 공소가 되었다.
전통의 한옥과 유럽의 성당 건축이 절묘하게 조화를 이룬 독특한 형태를 띠고 있다. 종탑과 본당 그리고 배면부의 제의실로 구성되어 있는데, 본당은 바실리카 양식과 전통 한옥 양식이 복합되어 있으며, 성당 양쪽 외부는 회랑으로 이루어졌다. 본당 전면의 종탑은 기와 3칸 형태의 16.75m2 크기로 성당 입구 역할을 하고 있다. 배면부의 제의실은 고해소로도 이용되며, 두 차례에 걸쳐 증축되었다고 한다. 그 밖에 성당 시기에 신부가 상주하던 87m2 크기의 사제관이 부속되어 있다.
서산 동문동성당 상홍리 공소는 박해 시기부터 이어져 온 교우촌 공소로서 서산 지역 천주교 전파의 초석 가운데 하나였다. 이러한 배경 아래 1920~1937년까지 ‘서산성당’이 자리함으로써 서산 지역의 천주교 중심지가 될 수 있었다. 또한 이 시기에 주임 신부 범바로를 중심으로 한 서산시 해미의 순교자 약사 정리와 유해 보존을 통해, 한국의 순교자 현양 운동의 시원이 되기도 하였다. 한편, 성당으로 사용된 공소 건물은 서양식 건축과 한옥이 독특한 조화미를 이룬 근대 건축의 귀중한 유산으로 인정받고 있다.